# Посёлок санатория «Тишково»
Посёлок санатория «Тишково» — населённый пункт сельского типа в Пушкинском районе Московской области России, входит в состав сельского поселения Ельдигинское. 1994—2006 гг. — посёлок Тишковского сельского округа Пушкинского района. Население — 470 чел. (2010).

## География
Расположен на севере Московской области, в западной части Пушкинского района, примерно в 10 км к северо-западу от центра города Пушкино и 21 км от Московской кольцевой автодороги, на левом берегу реки Вязи, впадающей в Пестовское водохранилище системы канала имени Москвы.
В 8 км к востоку — линия Ярославского направления Московской железной дороги, в 10 км к востоку — Ярославское шоссе М8, в 8 км к северу — Московское малое кольцо А107.
В посёлке одна улица — Курортная. Ближайшие населённые пункты — село Тишково, деревни Марьина Гора и Михалёво, ближайшая железнодорожная станция — платформа Правда. Связан автобусным сообщением с посёлком городского типа Правдинский (маршруты № 25, 36).

## Население
| 2002 | 2006 | 2010 |
| ---- | ---- | ---- |
| 538  | ↗540 | ↘470 |